# Амаранти-ду-Мараньян

Амаранти-ду-Мараньян на карте штата.

Амаранти-ду-Мараньян (порт. Amarante do Maranhão) — муниципалитет в Бразилии, входит в штат Мараньян. Составная часть мезорегиона Запад штата Мараньян. Входит в экономико-статистический микрорегион Императрис. Население составляет  37 932 человека на 2010 год. Занимает площадь 7438,194 км². Плотность населения — 5,10 чел./км².

## Демография
Согласно сведениям, собранным в ходе переписи 2010 г. Национальным институтом географии и статистики (IBGE), население муниципалитета составляет:
| Полное население                               | Полное население                               | Полное население                               | Полное население                               | 37 932 |
| ---------------------------------------------- | ---------------------------------------------- | ---------------------------------------------- | ---------------------------------------------- | ------ |
| в том числе:                                   | Городское население                            | 15 004                                         | Процент городского населения, %                | 39,55  |
|                                                | Сельское население                             | 22 928                                         | Процент сельского населения, %                 | 60,45  |
|                                                | Мужское население                              | 19 782                                         | Процент мужского населения, %                  | 52,15  |
|                                                | Женское население                              | 18 150                                         | Процент женского населения, %                  | 47,85  |
| Плотность населения, чел/км²                   | Плотность населения, чел/км²                   | Плотность населения, чел/км²                   | Плотность населения, чел/км²                   | 5,10   |
| Население муниципалитета в % к населению штата | Население муниципалитета в % к населению штата | Население муниципалитета в % к населению штата | Население муниципалитета в % к населению штата | 0,58   |

По данным оценки 2016 года, население муниципалитета составляет 40 378 жителей.

## История
Город основан 21 октября 1953 года. 

## Статистика
- Валовой внутренний продукт на 2003 год составляет 1 557 275 513,00 реалов (данные: Бразильский институт географии и статистики).
- Валовой внутренний продукт на душу населения на 2003 год составляет 121 656,85 реалов (данные: Бразильский институт географии и статистики).
- Индекс развития человеческого потенциала на 2006 год составляет 0,986 (данные: Программа развития ООН).